# Teresa Adele Binda

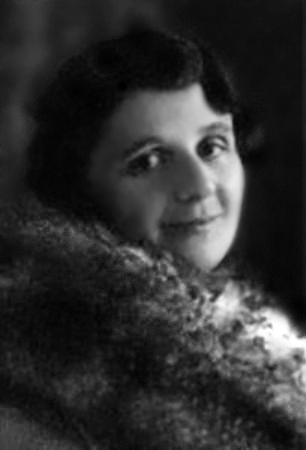
Teresa Adele Binda, partigiana italiana

Teresa Adele Binda (Suna, 1904 – Beura-Cardezza, 27 giugno 1944) è stata una partigiana e operaia italiana, Medaglia d'oro al Merito civile alla memoria.

## Biografia
Nata a Suna di Verbania nel 1904, maestra di telaio presso la Rhodiaceta, era rimasta vedova a soli 25 anni. Quando l'unico figlio (Gianni Soffaglio, classe 1928), decise di andare in montagna con i partigiani, non esitò a raggiungerlo e visse con lui un non breve periodo di pericoli e di sacrifici.
Tornata a Suna, Teresa, molto conosciuta in paese, anche perché cugina del campione di ciclismo Alfredo Binda, fu presto prelevata dai nazifascisti che la incarcerarono e la torturarono per estorcerle informazioni sulla Resistenza. Teresa Binda non parlò e fu fucilata dai tedeschi, con altri otto prigionieri.
Nel 2003 è stato pubblicato un opuscolo sui "Sentieri Partigiani" dedicato a Mamma Teresa e a tutte le donne della Resistenza.
Nel 2008, il Presidente della Repubblica ha consegnato nelle mani del figlio Gianni Soffaglio l'onorificenza alla memoria della madre.
In ricordo di "Mamma Teresa" in via Gioberti, a Suna, è stata murata una lapide.